# St. John (Kansas)
St. John è un comune degli Stati Uniti d'America, situato nello Stato del Kansas, nella contea di Stafford, della quale è il capoluogo.